# Lomas recreínas
Las lomas recreínas son un cordón montañoso ubicado en la provincia de Catamarca, Argentina. Más específicamente en la ciudad de Recreo, formando parte integral de las Sierras Pampeanas.

## Ubicación
Se encuentra en el extremo sudeste de la provincia de Catamarca, dentro del departamento La Paz. 
Al oeste de sus faldas se encuentra la ciudad de Recreo.
Surcadas de norte a sur en forma paralela por la Ruta Nacional 157 y delimitada al sur por la Ruta provincial Nº116. Al este se encuentran delimitada por las Salinas de San Bernardo.

## Características
Es uno de los sitios característicos de la ciudad. 
Se encuentra constituida por cuerpos graníticos y gabroides aislados que asientan sobre un terreno constituido por yeso. 
Sin contar la altitud máxima de su pico, se puede observar yendo de este a oeste, que la altitud del terreno sufre un declive, desde los 240 m.s.n.m a los 225 m s. n. m. en el centro de la ciudad. Por lo que varios cauces naturales permiten la evacuación del agua de las lluvias en sentido sudoeste, terminando en las Salinas Grandes. 
De norte a sur, están constituidas por dos cuerpos separados por unos 10 km aproximadamente uno del otro. El primero en el extremo norte se encuentra paralelo a la Ruta Nacional 157, y el segundo es el de mayor tamaño, creando un límite natural en la zona este de la ciudad de Recreo. 
El clima es árido y seco , según la Clasificación climática de Köppen o árido de sierras y bolsones.
| Parámetros climáticos promedio de Lomas recreínas, CT | Parámetros climáticos promedio de Lomas recreínas, CT | Parámetros climáticos promedio de Lomas recreínas, CT | Parámetros climáticos promedio de Lomas recreínas, CT | Parámetros climáticos promedio de Lomas recreínas, CT | Parámetros climáticos promedio de Lomas recreínas, CT | Parámetros climáticos promedio de Lomas recreínas, CT | Parámetros climáticos promedio de Lomas recreínas, CT | Parámetros climáticos promedio de Lomas recreínas, CT | Parámetros climáticos promedio de Lomas recreínas, CT | Parámetros climáticos promedio de Lomas recreínas, CT | Parámetros climáticos promedio de Lomas recreínas, CT | Parámetros climáticos promedio de Lomas recreínas, CT | Parámetros climáticos promedio de Lomas recreínas, CT |
| Mes                                                   | Ene.                                                  | Feb.                                                  | Mar.                                                  | Abr.                                                  | May.                                                  | Jun.                                                  | Jul.                                                  | Ago.                                                  | Sep.                                                  | Oct.                                                  | Nov.                                                  | Dic.                                                  | Anual                                                 |
| ----------------------------------------------------- | ----------------------------------------------------- | ----------------------------------------------------- | ----------------------------------------------------- | ----------------------------------------------------- | ----------------------------------------------------- | ----------------------------------------------------- | ----------------------------------------------------- | ----------------------------------------------------- | ----------------------------------------------------- | ----------------------------------------------------- | ----------------------------------------------------- | ----------------------------------------------------- | ----------------------------------------------------- |
| Temp. máx. media (°C)                                 | 29                                                    | 27                                                    | 25                                                    | 22                                                    | 18                                                    | 15                                                    | 15                                                    | 19                                                    | 21                                                    | 25                                                    | 27                                                    | 28                                                    | 17                                                    |
| Temp. mín. media (°C)                                 | 17                                                    | 16                                                    | 15                                                    | 10                                                    | 5                                                     | 1                                                     | -1                                                    | 2                                                     | 7                                                     | 12                                                    | 15                                                    | 17                                                    | 8                                                     |
| Precipitación total (mm)                              | 90                                                    | 76                                                    | 65                                                    | 52                                                    | 43                                                    | 35                                                    | 35                                                    | 32                                                    | 38                                                    | 51                                                    | 68                                                    | 78                                                    | 633                                                   |
| Fuente: msn Feb 2010                                  |                                                       |                                                       |                                                       |                                                       |                                                       |                                                       |                                                       |                                                       |                                                       |                                                       |                                                       |                                                       |                                                       |

La vegetación se compone de lapachos, quebrachos, cactus, pastos típicos del clima semiárido. 
En cuanto a la fauna, son comunes los zorros, zorrinos, armadillos, liebres, roedores de pequeño tamaño. Serpientes cascabel, yarará y coral.

### Alto Recreo
Morfológicamente la ciudad se encuentra en una planicie que se ve interrumpida hacia la zona este, consecuencia del desplazamiento de la placa de Nazca. Las lomas culminan en otra planicie más elevada hacia el este que llamada Alto Recreo. Producto del choque de las placas, al igual que las sierras de Guasayan ubicadas al norte y el Alto Mansilla hacia el sur, que separa a las Salinas Grandes de las Salinas de Ambargasta.

## Historia
Siendo parte de la Estancia Recreo, perteneciente a la familia Cano durante el siglo XIX, el accidente geográfico fue con el tiempo quedando dentro de la ciudad al ritmo que esta crecía. 
A mediados del siglo XX se extraían rocas de una cantera ubicada en el extremo norte, actualmente abandonada. Posteriormente se construyó una represa en el borde de la ladera este para aprovechar el agua que descendía por el lugar en las épocas de lluvia. Sirvió como lugar de instalación para antenas de radio y microondas. En los 80s, sobre su ladera este, se construyó el cableado de alta tensión y sobre el lado oeste con vista a la ciudad una cisterna para el abastecimiento de agua y el Cristo Redentor. 
Actualmente a un kilómetro de su ladera este se realiza extracción de yeso. Y sobre el lado norte-oeste, se está viendo un avance en la construcción edilicia. 
Es un lugar utilizado diariamente para el senderismo, trote, mountainbike. Cada tanto es el circuito de rallies o carreras de motos.